# Shintarō Kurumaya
Shintarō Kurumaya (車屋 紳太郎?, Kurumaya Shintarō; Kumamoto, 5 aprile 1992) è un calciatore giapponese, difensore del Kawasaki Frontale.

## Statistiche

### Presenze e reti nei club
Statistiche aggiornate al 3 dicembre 2023.
| Stagione                 | Club                     | Campionato               | Campionato | Campionato | Coppe nazionali | Coppe nazionali | Coppe nazionali | Coppe continentali | Coppe continentali | Coppe continentali | Altre coppe | Altre coppe | Altre coppe | Totale | Totale |
| Stagione                 | Club                     | Comp                     | Pres       | Reti       | Comp            | Pres            | Reti            | Comp               | Pres               | Reti               | Comp        | Pres        | Reti        | Pres   | Reti   |
| ------------------------ | ------------------------ | ------------------------ | ---------- | ---------- | --------------- | --------------- | --------------- | ------------------ | ------------------ | ------------------ | ----------- | ----------- | ----------- | ------ | ------ |
| 2013                     | Tsukuba Daigaku          | -                        | -          | -          | CG              | 1               | 0               | -                  | -                  | -                  | -           | -           | -           | 1      | 0      |
| 2014                     | Tsukuba Daigaku          | -                        | -          | -          | CG              | 1               | 1               | -                  | -                  | -                  | -           | -           | -           | 1      | 1      |
| Totale Tsukuba Daigaku   | Totale Tsukuba Daigaku   | Totale Tsukuba Daigaku   | -          | -          |                 | 2               | 1               |                    | -                  | -                  |             | -           | -           | 2      | 1      |
| 2014                     | Kawasaki Frontale        | J1                       | 2          | 0          | CG+CdL          | 0               | 0               | ACL                | 0                  | 0                  | -           | -           | -           | 2      | 0      |
| 2015                     | Kawasaki Frontale        | J1                       | 30         | 0          | CG+CdL          | 1+5             | 0               | -                  | -                  | -                  | -           | -           | -           | 36     | 0      |
| 2016                     | Kawasaki Frontale        | J1                       | 30+1       | 1+0        | CG+CdL          | 6+5             | 1+0             | -                  | -                  | -                  | -           | -           | -           | 42     | 2      |
| 2017                     | Kawasaki Frontale        | J1                       | 34         | 0          | CG+CdL          | 3+3             | 0               | ACL                | 10                 | 0                  | -           | -           | -           | 50     | 0      |
| 2018                     | Kawasaki Frontale        | J1                       | 31         | 0          | CG+CdL          | 2+0             | 0               | ACL                | 4                  | 0                  | SG          | 1           | 0           | 38     | 0      |
| 2019                     | Kawasaki Frontale        | J1                       | 27         | 0          | CG+CdL          | 3+5             | 1+0             | ACL                | 3                  | 0                  | SG          | 1           | 0           | 39     | 1      |
| 2020                     | Kawasaki Frontale        | J1                       | 22         | 1          | CG+CdL          | 2+3             | 0               | -                  | -                  | -                  | -           | -           | -           | 27     | 1      |
| 2021                     | Kawasaki Frontale        | J1                       | 31         | 1          | CG+CdL          | 4+1             | 0               | ACL                | 6                  | 0                  | SG          | 1           | 0           | 43     | 1      |
| 2022                     | Kawasaki Frontale        | J1                       | 19         | 1          | CG+CdL          | 2+1             | 0               | ACL                | 5                  | 3                  | SG          | 1           | 0           | 28     | 4      |
| 2023                     | Kawasaki Frontale        | J1                       | 19         | 1          | CG+CdL          | 2+4             | 0+1             | ACL                | 1                  | 0                  | -           | -           | -           | 26     | 2      |
| Totale Kawasaki Frontale | Totale Kawasaki Frontale | Totale Kawasaki Frontale | 246        | 5          |                 | 52              | 3               |                    | 29                 | 3                  |             | 4           | 0           | 331    | 11     |
| Totale carriera          | Totale carriera          | Totale carriera          | 246        | 5          |                 | 54              | 4               |                    | 29                 | 3                  |             | 4           | 0           | 333    | 12     |

### Cronologia presenze e reti in nazionale
| Cronologia completa delle presenze e delle reti in nazionale ― Giappone | Cronologia completa delle presenze e delle reti in nazionale ― Giappone | Cronologia completa delle presenze e delle reti in nazionale ― Giappone | Cronologia completa delle presenze e delle reti in nazionale ― Giappone | Cronologia completa delle presenze e delle reti in nazionale ― Giappone | Cronologia completa delle presenze e delle reti in nazionale ― Giappone | Cronologia completa delle presenze e delle reti in nazionale ― Giappone | Cronologia completa delle presenze e delle reti in nazionale ― Giappone |
| Data                                                                    | Città                                                                   | In casa                                                                 | Risultato                                                               | Ospiti                                                                  | Competizione                                                            | Reti                                                                    | Note                                                                    |
| ----------------------------------------------------------------------- | ----------------------------------------------------------------------- | ----------------------------------------------------------------------- | ----------------------------------------------------------------------- | ----------------------------------------------------------------------- | ----------------------------------------------------------------------- | ----------------------------------------------------------------------- | ----------------------------------------------------------------------- |
| 10-10-2017                                                              | Yokohama                                                                | Giappone                                                                | 3 – 3                                                                   | Haiti                                                                   | Amichevole                                                              | -                                                                       | 46’                                                                     |
| 9-12-2017                                                               | Chōfu                                                                   | Giappone                                                                | 1 – 0                                                                   | Corea del Nord                                                          | Coppa dell'Asia orientale 2017                                          | -                                                                       |                                                                         |
| 16-12-2017                                                              | Chōfu                                                                   | Giappone                                                                | 1 – 4                                                                   | Corea del Sud                                                           | Coppa dell'Asia orientale 2017                                          | -                                                                       | 21’                                                                     |
| 11-9-2018                                                               | Ōsaka                                                                   | Giappone                                                                | 3 – 0                                                                   | Costa Rica                                                              | Amichevole                                                              | -                                                                       | 78’                                                                     |
| Totale                                                                  |                                                                         | Presenze                                                                | 4                                                                       |                                                                         | Reti                                                                    | 0                                                                       |                                                                         |

## Palmarès

### Club
- Campionato giapponese: 4

Kawasaki Frontale: 2017, 2018, 2020, 2021
- Supercoppa del Giappone: 3

Kawasaki Frontale: 2019, 2021, 2024
- Coppa J. League: 1

Kawasaki Frontale: 2019
- Coppa dell'Imperatore: 2

Kawasaki Frontale: 2020, 2023

### Nazionale
- Universiadi:   1

Kazan' 2013

### Individuale
- Squadra del campionato giapponese: 2

2017, 2018